# Анџелика (Њујорк)
Анџелика (енгл. Angelica) град је у америчкој савезној држави Њујорк.

## Демографија
По попису из 2010. године број становника је 869, што је 34 (-3,8%) становника мање него 2000. године.
| Група             | 2000.       | 2010.       |
| Белци             | 885 (98,0%) | 847 (97,5%) |
| Афроамериканци    | 0 (0,0%)    | 0 (0,0%)    |
| Азијати           | 1 (0,1%)    | 10 (1,2%)   |
| Хиспаноамериканци | 4 (0,4%)    | 6 (0,7%)    |
| Укупно            | 903         | 869         |